# Hedebølge
En hedebølge er en periode, hvor vejret i flere dage udviser høje temperaturer og ofte med høj luftfugtighed som ledsagefænomen. Hedebølger har en præcis definition i meteorologien af statistiske grunde og af hensyn til rapportering i vejrudsigter. De forskellige landes definitioner er dog tilpasset landenes klimaforhold og er derfor forskellige.

## Definitioner
Ifølge den definition, som anbefales af Den meteorologiske verdensorganisation optræder en hedebølge, når dagens maksimumstemperatur i mere end fem på hinanden følgende dage overstiger den gennemsnitlige maksimumtemperatur med 5 °C, målt i forhold til en normperiode fra 1961 til 1990.
I Holland, Belgien og Luxembourg defineres en hedebølge som en periode på mindst 5 dage i træk, hvor maksimumtemperaturen i De Bilt overstiger 25 °C og der samtidig er mindst tre dage i denne periode, hvor maksimumtemperaturen i De Bilt overstiger 30 °C.
I USA varierer definitionerne fra en region til en anden, men sædvanligvis defineres en hedebølge som en periode på tre dage efter hinanden med temperatur over 90 °F (32,2 °C).
I England er der forskellige definitioner for den sydlige og den nordlige del af landet.

### I Danmark
I Danmark definerer DMI en hedebølge som en periode, hvor gennemsnittet af de højeste registrerede temperaturer målt over tre sammenhængende dage overstiger 28 °C. En varm periode skal således vare mindst tre dage, før den karakteriseres som en hedebølge, men den kan naturligvis også vare længere. En hedebølge bliver ikke afbrudt, selv om der skulle forekomme enkelte dage midt i den, hvor temperaturen ikke når over de 28 °C, når blot gennemsnittet over tre dage ligger højere.
Hedebølgen kan være regional, dvs. forekomme i en af de otte regioner, DMI inddeler Danmark i, eller landsdækkende. En regional eller landsdækkende hedebølge optræder, når 50% af regionens/hele landets areal opfylder betingelsen.
Ifølge målinger fra DMI's stationer er der registreret hedebølge 37 gange i perioden fra 1953 til 2008 for en station inde i landet men kun 13 gange i samme periode for en station langs kysten, idet havet bidrager til at holde temperaturen nede i dagtimerne.
De sidste hedebølger i Danmark forekom i juli 2006 og juli 2008.

## Helbredsrisiko
Høje temperaturer kan udgøre en helbredsrisiko for både mennesker og dyr. Specielt er der risiko for solskoldning og hedeslag under hedebølger.